# 飯森駅
飯森駅（いいもりえき）は、長野県北安曇郡白馬村大字神城字飯森にある、東日本旅客鉄道（JR東日本）大糸線の駅である。駅番号は「14」。

## 歴史
- 1960年（昭和35年）7月20日：国鉄の駅として開業[2][3]。旅客のみを取り扱う駅員無配置駅[4]。
- 1982年（昭和57年）12月：駅南側の踏切が立体化される[1][5]。
- 1987年（昭和62年）4月1日：国鉄分割民営化に伴い、東日本旅客鉄道（JR東日本）の駅となる[6]。
- 2014年（平成26年）
  - 11月22日：長野県神城断層地震により、信濃大町駅 - 糸魚川駅間を23日まで運休[新聞 1]。
  - 11月25日：信濃大町駅 - 白馬駅間の運転を再開[新聞 2]。
  - 12月7日：白馬駅 - 南小谷駅間の運転を再開[新聞 3]。

## 駅構造
単式ホーム1面1線を有する地上駅である。
白馬駅管理の無人駅である。待合室兼用の駅舎がある。

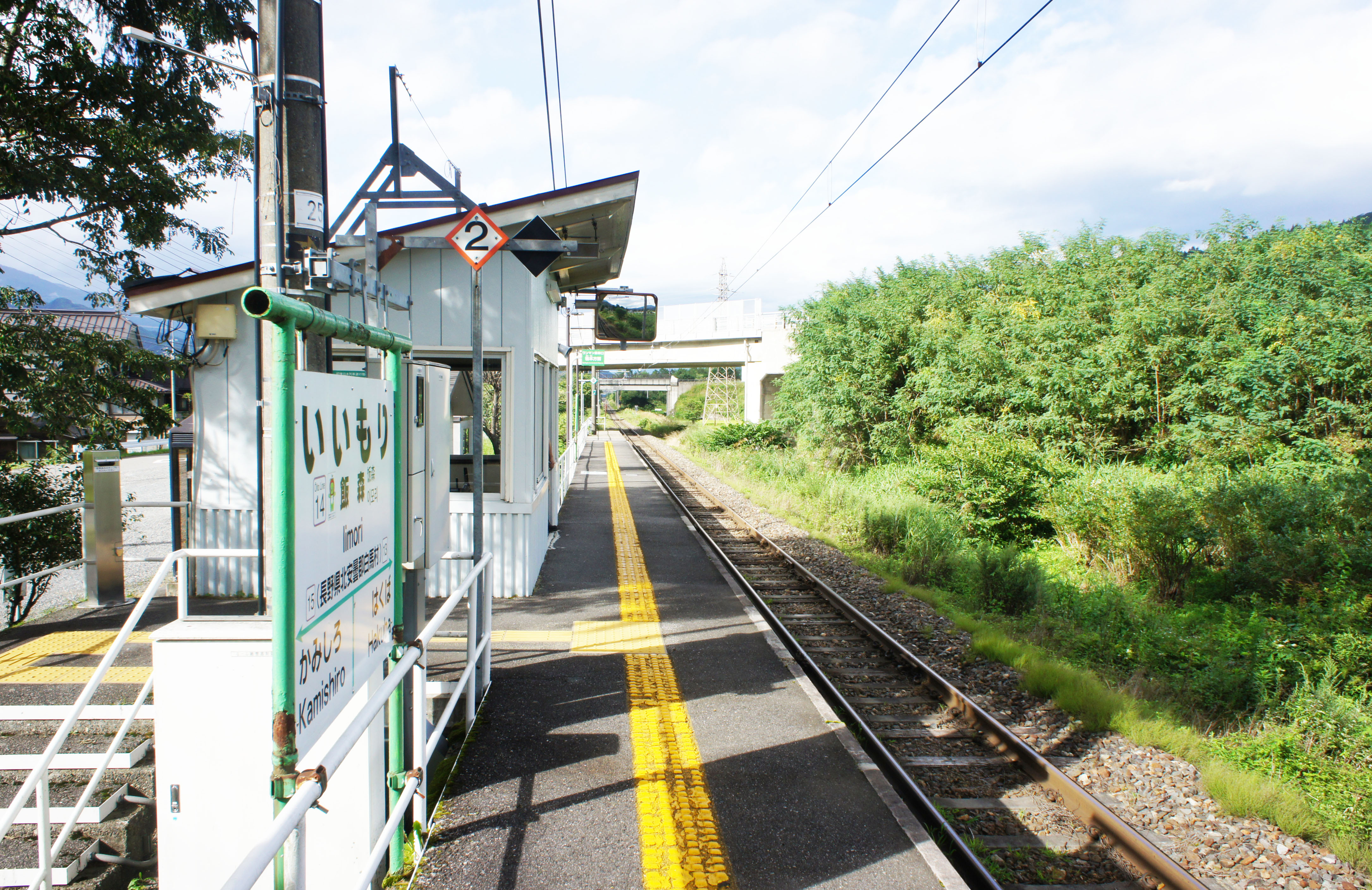
ホーム（2021年8月）

## 利用状況
「長野県統計書」によると、2007年度（平成19年度）、2009年度（平成21年度）- 2011年度（平成23年度）の1日平均乗車人員の推移は以下のとおりであった。
| 乗車人員推移       | 乗車人員推移     | 乗車人員推移 |
| 年度               | 1日平均 乗車人員 | 出典         |
| ------------------ | ---------------- | ------------ |
| 2007年（平成19年） | 24               | [ 1 ]        |
| 2009年（平成21年） | 24               | [ 1 ]        |
| 2010年（平成22年） | 23               | [ 7 ]        |
| 2011年（平成23年） | 20               | [ 8 ]        |

## 駅周辺
- 国道148号
- 白馬五竜スキー場
- 飯森神社
- 長野県道33号白馬美麻線
- 姫川
- 飯森民宿街

## 隣の駅
東日本旅客鉄道（JR東日本）
■大糸線
快速
通過
普通
神城駅 (15) - 飯森駅 (14)  - 白馬駅 (13)

### 報道発表資料
1. 1 2  『大糸線に「駅ナンバー」を導入します』（PDF）（プレスリリース）東日本旅客鉄道長野支社、2016年12月7日。オリジナルの2016年12月8日時点におけるアーカイブ。2016年12月8日閲覧。

### 新聞記事
1. ↑  “41人けが、全壊34棟 長野北部地震、余震70回に”. 中日新聞 (中日新聞社). (2014年11月24日)
2. ↑  “長靴姿で登校、大糸線が一部再開 県神城断層地震”. 中日新聞 (中日新聞社). (2014年11月26日)
3. ↑  “JR大糸線、全線復旧 15日ぶり、高校生ら歓迎” 信濃毎日新聞 (信濃毎日新聞社). (2014年12月8日)